# Вільгельм Бонштедт
Вільгельм Бонштедт (нім. Wilhelm Bohnstedt; 15 жовтня 1881, Шмарсов — 11 серпня 1947, Гамельн) — німецький воєначальник, генерал-лейтенант вермахту. Кавалер Лицарського хреста Залізного хреста.

## Біографія
12 березня 1909 року вступив в Прусську армію, служив в піхоті. Учасник Першої світової війни. Після демобілізації армії залишений в рейхсвері. З 1 серпня 1933 року — командир навчального батальйону 8-го піхотного полку, з 1 жовтня 1934 року — піхотного полку «Глогау», з 15 жовтня 1935 року — 51-го піхотного полку, з 15 червня 1940 року — 32-ї піхотної дивізії. 20 січня 1942 року захворів і 15 квітня відправлений в резерв ОКГ. З 1 травня 1942 року — інспектор піхоти ОКГ. 25 січня 1945 року знову відправлений в резерв ОКГ. 22 лютого 1945 року відряджений в інспекцію поповнення в Ганновері і 5 березня призначений інспектором, проте вже 7 березня знову відправлений в резерв ОКГ. 3 квітня 1945 року звільнений у відставку. 8 травня 1945 року взятий в полон. Помер в ув'язненні.

## Звання
- Фанен-юнкер (12 березня 1909)
- Фанен-юнкер-єфрейтор (18 червня 1909)
- Фанен-юнкер-унтерофіцер (9 серпня 1909)
- Фенріх (19 листопада 1909)
- Лейтенант (22 серпня 1910)
- Оберлейтенант (25 лютого 1915)
- Гауптман (18 грудня 1917)
- Майор (1 лютого 1931)
- Оберстлейтенант (1 червня 1934)
- Оберст (1 квітня 1936)
- Генерал-майор (1 квітня 1940)
- Генерал-лейтенант (1 квітня 1942)

## Нагороди
- Залізний хрест
  - 2-го класу (14 жовтня 1914)
  - 1-го класу (1 серпня 1916)
- Хрест «За військові заслуги» (Ліппе) (травень 1915)
- Хрест «За військові заслуги» (Австро-Угорщина) 3-го класу з військовою відзнакою (серпень 1915)
- Нагрудний знак «За поранення» в чорному (12 червня 1918)
- Почесний хрест ветерана війни з мечами
- Медаль «За вислугу років у Вермахті» 4-го, 3-го, 2-го і 1-го класу (25 років; 2 жовтня 1936) — отримав 4 нагороди одночасно.
- Застібка до Залізного хреста
  - 2-го класу (22 вересня 1939)
  - 1-го класу (2 жовтня 1939)
- Лицарський хрест Залізного хреста (13 жовтня 1941)
- Медаль «За зимову кампанію на Сході 1941/42»